# 原田熊雄
原田 熊雄（はらだ くまお、1888年〈明治21年〉1月7日 - 1946年〈昭和21年〉2月26日）は、大正・昭和期の華族・政治家。栄典は従三位勲三等男爵。
最後の元老・西園寺公望の晩年の私設秘書として政界の情報収集にあたり、また興津にこもりがちの西園寺の意思を各方面に伝達する役割を担い、文字通りその手足として八面六臂の活躍をした。各方面に奔走する「原田男」の名は、政変があるたびに紙面を賑わすほどだった。彼の口述回顧をまとめて出版された『西園寺公と政局（原田熊雄日記）』は、戦前昭和の激動の政局を知る上での貴重な史料となっている。

## 来歴
1888年（明治21年）1月7日、地質学者・原田豊吉と妻・照子の長男として東京裏猿楽町に生まれる。1894年（明治27年）、父の没後、叔父で画家の原田直次郎（1899年末に没）に引き取られた。
1899年（明治32年）に高師附属小学校、高師附属中学校から学習院中等科六年に編入し卒業。学習院高等科から京都帝国大学へと進学し、同級生の近衛文麿や木戸幸一、織田信恒など華族の子弟たちと交流をもった。この人脈は、のちに「宮中革新派」と呼ばれるようになる華族の政治的グループ（十一会）への関与に見られるように、彼の政治的背景を形作ることとなった。
1910年（明治43年）、祖父・原田一道の死去に伴い家督を継承し、1911年（明治44年）1月23日、男爵を襲爵。母親がハーフ（ユダヤ系ドイツ人武器商人と日本人妻との娘）のため、クォーターである熊雄は日本最初期の混血の華族となった。
京都帝大卒業後の1916年（大正5年）に日本銀行に入行するが、6年後に退行。宮内省嘱託としてヨーロッパを見聞した後、1924年（大正13年）から加藤高明内閣で内閣総理大臣秘書官を務めた。
1926年（大正15年）7月、住友合資会社に入社。事務取扱嘱託の身分のまま、同年9月、元老・西園寺公望の私設秘書に就任。このことは日銀退行時から西園寺と近衛や木戸の間で話が進められていた。以後原田は政党や官僚、軍部、宮中、財閥など、政治の中枢部に絶えず接触を持って精力的に各界を飛び回り、表裏にわたるあらゆる情報を収集して西園寺に伝達、さらに元老の意志を各界要人へ伝達して、その信奉する国連協調主義・親英米主義の守護に努めた。
1931年（昭和6年）1月17日、貴族院男爵議員補欠選挙で当選し、死去するまで三期15年を務めている。
二・二六事件が発生した際には、東京平河町の自宅で就寝していた。6時前に木戸からの連絡で事件を知り、宮内省へ向かおうと家を出たが反乱部隊の歩哨があちこちに立っているため自宅へと戻った。原田も暗殺の標的にされているとの連絡を受け、隣家の青地家に塀を越えて避難して事なきを得ている。翌日昼前に西園寺八郎が用意した車で公望が滞在していた興津へと向かった。
反乱部隊の指揮官の一人だった清原康平（湯川康平）少尉は、貴族院議員が集まり何事かを相談している華族会館を占拠しその中心人物の原田を殺害せよとの命令を栗原安秀中尉から受け取った。逮捕後の清原の手記によると、華族会館の玄関で原田を見つけたが、その態度があまりに惨めだったので軍刀で切り捨てる気にもなれず見逃したと述べている。清原は自身が死刑を免れたのは原田を助命したからだとも主張しているが、原田はこのとき既に車で興津へと向かっており清原の説明は勘違いか捏造である。
1940年（昭和15年）の西園寺没後、軍部独裁の流れに対して原田は抵抗を試みる。原田は軍部から親英米派と目されていた（そのため、先述の二・二六事件においても暗殺の対象とされていた）。原田は軍部が擁立する東條内閣の打倒を目標に、近衛文麿や吉田茂、樺山愛輔など親英米派（重臣グループ）と共謀し、終戦工作を秘密裏に計画する。しかし計画は憲兵隊の内偵工作によって発覚。1945年（昭和20年）4月、吉田が検挙され、近衛や原田自身も取り調べを受けるなど、計画は頓挫するに至った（「ヨハンセングループ」事件）。
その後も終戦工作を模索したが、やがて脳血栓による病魔に倒れ政治活動は困難となった。終戦間もない1946年（昭和21年）2月26日、療養先である神奈川県大磯町高麗の別邸にて死去、満58歳没。命日は二・二六事件の発生からちょうど10年後であった。墓所は谷中霊園の天王寺墓地。

## 原田日記
- 『西園寺公と政局』（岩波書店、全8巻・別巻1、新版2007年ほか）

校訂は林茂ほか、初版は1950年（昭和25年）6月より出版、度々重版。
1930年（昭和5年）から、西園寺が没する1940年（昭和15年）までの西園寺を取り巻く政局動静を、近衛秀麿夫人・泰子を筆記役に口述（400字詰原稿用紙7,000枚に上る厖大なもの）、没後は里見弴（本名：山内英夫）に原稿整理を委託するが、軍部が同日記を危険視したため中絶（『日記』解説より）。原田没後に行われた東京裁判にて、証拠として『木戸日記』と共に採用された。
- 編著『陶庵公清話』（岩波書店、1943年、新版1984年）。各・編集は吉野源三郎[7]が担当した。
- 『原田熊雄関係文書』（尚友倶楽部・同編纂委員会編、同成社、2020年）

## 逸話
- 大学卒業後、原田は宮内省入省を希望。しかし採用担当官を相手に同省改革論を論じたため、西園寺公望らの政治的周旋があったにもかかわらず、不採用となってしまった。結局、当時の日銀総裁・三島弥太郎の周旋で日本銀行へ入行するに至る。
- 日銀時代に大阪支店で勤務していたが、算盤勘定の苦手な原田の仕事が終わらないため、終わるまで行員全員が帰宅できなかった。
- 秘書として忙しい日々を過ごしていたが、そのためか、原田の行動は随分とせっかちだった。時間に遠慮のない電話魔、アポイントなしの突然の来訪、性急すぎるゴルフプレー等々。当時の新聞記事のイラストには電話機を小脇に抱えて疾走する原田の姿を描いたものがあるが、これも各界の表裏を奔走した原田の様子をよく表している。
- 大学時代の旧友でもあった近衛文麿や木戸幸一とは親友、政界においても緊密な連絡を保っていた。あるとき重要な要件を携えて夜更けに近衛邸を急遽訪問したが、公はすでに就寝していると言う家司の制止を振り切って寝室へ向かうと、近衛は果たして正妻と同衾中だった。近衛の女癖の悪さを忠告すること度々に及んでいた原田は、「馬鹿馬鹿しくなって」正妻を寝室から追い出し自らが近衛と一緒の布団に入り込んで深夜まで密談を続けた。
- そそっかしい性格でも知られ、当初は重要な情報を不用意に漏らすこともあったため、西園寺から「彼は馬鹿だから秘密は話せぬ」と酷評されたこともあった。しかしやがてその献身的な仕事ぶりを評価され、重要な局面で西園寺から見解を徴されるほどの信任を受けるようになった。

## 家族
父方の祖父・原田一道は、元岡山藩士の軍人で最終階級は陸軍少将。元老院議官などを歴任し、1900年（明治33年）に男爵に叙されている。その子で父の原田豊吉は地質学者で東京帝国大学理科大学教授、叔父（父の弟）の原田直次郎は洋画家。
母・照子は、ドイツ人貿易商のミヒャエル・ベア（Martin Michael Behr）と荒井ろくの娘。ベアがドイツに帰国する際に番頭格であった高田慎蔵の養子となった。ベア商会は慎蔵のもとで高田商会に発展した。妹・信子は芸術家・有島生馬に嫁しており、有島武郎、里見弴とは姻戚に当たる。
妻・英子は子爵・吉川重吉の娘。弟に子爵吉川元光、男爵吉川重国、妹たちの夫に和田小六、子爵本多猶一郎、松方勝彦、獅子文六
長女・美智子は勝田主計の息子・勝田龍夫に嫁した。龍夫はのちに、戦前・戦中の原田、近衛、木戸、西園寺などを描いたを著した。
長男・原田敬策（1919年生まれ）は学習院中等科時代にウクレレを覚え、朝吹英一（朝吹常吉長男）、芝小路豊和（男爵芝小路豊俊次男）、朝比奈愛三（雪村いずみの父親）らとハワイアンバンド「カルア・カマアイナス」として活躍した。テニスも得意で軽井沢国際テニストーナメントでダブルス優勝経験もある。著書に自伝『テニス軽井沢ハワイアン』（私家版、1997）。妻の原田知津子は東京五輪のチーフコンパニオンを務めた。
二男の興造は本間家9代当主・本間光正の娘・真子の入婿となったが、離婚。